# Budagupta

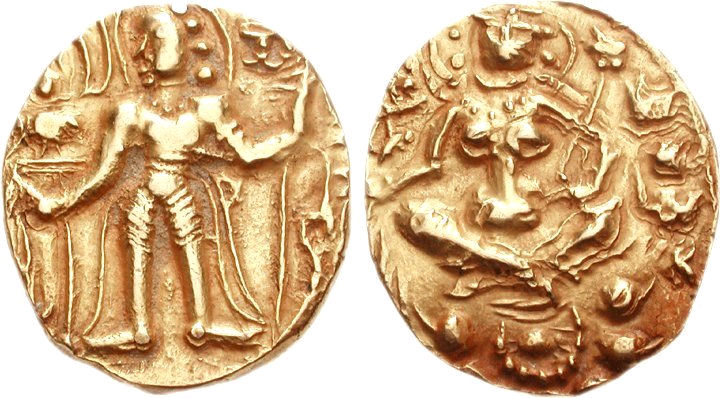
Budhagupta em Malwa (476-495 d.C)

Budagupta ou Budhagupta foi o nono imperador do Império Gupta, dinastia que se estendeu num período de tempo entre o ano de 240 e o ano 550. Governou entre 477 e 496. Foi antecedido no trono por Cumaragupta II e sucedido por Narasimagupta.